# Jacques Ignace Hittorff
Jacques Ignace Hittorff, született Jakob Ignaz Hittorff (Köln, 1792. augusztus 20. – Párizs, 1867. március 25.) német származású francia építész.

## Életútja
Párizsban Charles Percier alatt képezte magát, 1814-ben királyi építész, 1832-ben Párizs kormány- és városépítészete lett és mint a gótika ellenese, számos épületet készített az olasz reneszánsz stílusában; így pl. a Théâtre de l'Ambigu comique-ot stb. Jelentékeny műve, melyet fiával együtt alkotott az 1861–65-ben épített északi pályaudvar. Hittorff életrajzát Normand írta meg (Párizs, 1867).

## Nevezetesebb irodalmi művei
- Architecture antique de la Sicile (Párizs, 1826-30, 3 kötet és 1866-67)
- Architecture moderne de la Sicile (Párizs, 1826-1830)
- Architecture polychrome chez les Grecs (Párizs, 1830)
- Restitution du temple d'Empédocle á Sélinoute (Párizs, 1851)

## Fontosabb épületek
- Saint-Vincent-de-Paul-plébániatemplom